# Il sole nella stanza
Il sole nella stanza (Tammy and the Doctor) è un film statunitense del 1963 diretto da Harry Keller.
Il film è il terzo di quattro film aventi come personaggio Tammy (Amina nelle edizioni italiane); gli altri tre sono Tammy fiore selvaggio (Tammy and the Bachelor) del 1957, Dimmi la verità (Tammy Tell Me True) del 1961 e Tammy and the Millionaire del 1967; senza includere la serie televisiva Tammy, andata in onda negli Stati Uniti dal settembre 1965 al marzo 1966.